# Omar Gonzalez
Omar Alejandro Gonzalez (Dallas, 11 oktober 1988) is een Amerikaans voetballer. Gonzalez verruilde Toronto in december 2021 voor New England Revolution.

## Clubcarrière

### LA Galaxy en verhuur aan 1. FC Nürnberg
Gonzalez werd als derde gekozen in de MLS SuperDraft 2009 door Los Angeles Galaxy. In tegenstelling tot andere spelers in de MLS was Gonzalez al vanaf het begin basisspeler bij zijn club. Dat leverde hem gelijk de titel Rookie of the Year op, voor beste speler in zijn eerste professionele jaar. Hij was deel van de MLS All-Star selectie die het in 2010 opnam tegen Manchester United en won met LA de MLS Supporters' Shield. Samen met voormalig mede-collegespeler A. J. DeLaGarza vormde hij in 2011 het hart van de defensie van LA, die 28 doelpunten in 34 wedstrijden toeliet. Na het opnieuw winnen van de MLS Supporters' Shield greep LA Galaxy nu ook de MLS Cup 2011. Gonzalez was daarnaast opnieuw deelnemer van het MLS All-Star team en werd ook bekroond als MLS Defender of the Year.
Zijn snelle progressie als speler bleef in Europa niet onopgemerkt. In januari 2012 besloot het Duitse 1. FC Nürnberg Gonzalez dan ook te huren van LA Galaxy. Bij de eerste training van zijn nieuwe club kwam hij echter zo hard in botsing dat hij een zware blessure aan zijn knie opliep. Gonzalez vloog meteen terug naar de VS voor een operatie. Enkele maanden eerder dan verwacht maakte Gonzalez in juli 2012 zijn rentree tegen Philadelphia Union. Met Los Angeles Galaxy speelde Gonzalez in 2012 in het bekertoernooi van de MLS Cup, waarin hij in de kampioenswedstrijd een van de doelpunten maakte.

### Pachuca en verhuur aan Club Atlas
Op 22 december 2015 tekende Gonzalez een contract bij Pachuca, actief in de Mexicaanse Liga MX. In juli 2018 werd Gonzalez voor een jaar verhuurd aan Club Atlas.

### Toronto
In juni 2019 werd bekendgemaakt dat Gonzalez de overstap zou maken naar Toronto, uitkomend in de MLS.

### New England Revolution
In december 2021 tekende Gonzalez een tweejarig contract bij New England Revolution, eveneens uitkomend in de MLS.
| Seizoen | Club                   | Land                      | Competitie | Wedstrijden | Doelpunten |
| ------- | ---------------------- | ------------------------- | ---------- | ----------- | ---------- |
| 2009    | Los Angeles Galaxy     | Vlag van Verenigde Staten | MLS        | 34          | 1          |
| 2010    | Los Angeles Galaxy     | Vlag van Verenigde Staten | MLS        | 31          | 3          |
| 2011    | Los Angeles Galaxy     | Vlag van Verenigde Staten | MLS        | 33          | 2          |
| 2012    | Los Angeles Galaxy     | Vlag van Verenigde Staten | MLS        | 20          | 2          |
| 2013    | Los Angeles Galaxy     | Vlag van Verenigde Staten | MLS        | 32          | 2          |
| 2014    | Los Angeles Galaxy     | Vlag van Verenigde Staten | MLS        | 27          | 4          |
| 2015    | Los Angeles Galaxy     | Vlag van Verenigde Staten | MLS        | 31          | 1          |
| 2015/16 | Pachuca                | Vlag van Mexico           | Liga MX    | 16          | 1          |
| 2016/17 | Pachuca                | Vlag van Mexico           | Liga MX    | 29          | 0          |
| 2017/18 | Pachuca                | Vlag van Mexico           | Liga MX    | 14          | 0          |
| 2018/19 | → Club Atlas           | Vlag van Mexico           | Liga MX    | 28          | 2          |
| 2019    | Toronto                | Vlag van Canada           | MLS        | 14          | 1          |
| 2020    | Toronto                | Vlag van Canada           | MLS        | 23          | 0          |
| 2021    | Toronto                | Vlag van Canada           | MLS        | 27          | 3          |
| 2022    | New England Revolution | Vlag van Verenigde Staten | MLS        | 4           | 0          |

## Interlandcarrière
Gonzalez speelde in Amerikaanse voetbalelftallen onder 17 en 18 en werd op 22 december 2009 opgeroepen voor het voetbalelftal van de Verenigde Staten, waarin hij op 10 augustus 2009 zijn debuut maakte tegen Brazilië. Vervolgens duurde het twee voordat hij weer in actie kwam voor het nationale team. Zijn rentree maakte hij op 29 januari 2013 tegen Canada. Sindsdien kende Gonzalez een basisplek. Op 28 juli 2013 won hij met de Verenigde Staten de CONCACAF Gold Cup. Gonzalez nam ook deel aan het wereldkampioenschap voetbal 2014. Op dit toernooi startte hij de eerste twee groepswedstrijden op de bank, maar de laatste groepswedstrijd tegen Duitsland en de achtste finales tegen België, wat het eindstation was van de Verenigde Staten, begon hij in de basis. Op 18 juli 2015 maakte hij in de CONCACAF Gold Cup 2015 tegen Cuba zijn eerste doelpunt voor de Verenigde Staten. De wedstrijd werd uiteindelijk met 6–0 gewonnen door de Verenigde Staten.

## Erelijst
University of Maryland
- NCAA Men's Division I Soccer Championship: 2008

 LA Galaxy
- MLS Cup: 2011, 2012, 2014
- MLS Supporters' Shield: 2010, 2011

 Pachuca
- Liga MX: Clausura 2016
- CONCACAF Champions League: 2016/17

 Verenigde Staten
- CONCACAF Gold Cup: 2013, 2017

Individueel
- MLS Rookie of the Year: 2009
- MLS Defender of the Year: 2011
- MLS Best XI: 2010, 2011, 2013, 2014
- CONCACAF Gold Cup Best XI: 2017